# Zoroastriens en Iran
Le zoroastrisme s'est développé en Iran au VIIe siècle av. J.-C., puis est plus tard devenu la religion officielle de l'Empire sassanide, qui a régné sur l'Iran pendant quatre siècles avant la conquête par les arabes. Après l'incorporation de l'Iran aux territoires sous joug arabe, la majorité de la population d'Iran s'est convertie à l'islam, et ce processus a certainement été terminé vers le Xe siècle. On estime aujourd'hui le nombre des zoroastriens entre 32 000 et 45 000 en Iran, principalement concentrés à Téhéran, Kerman et Yazd.

## Historique

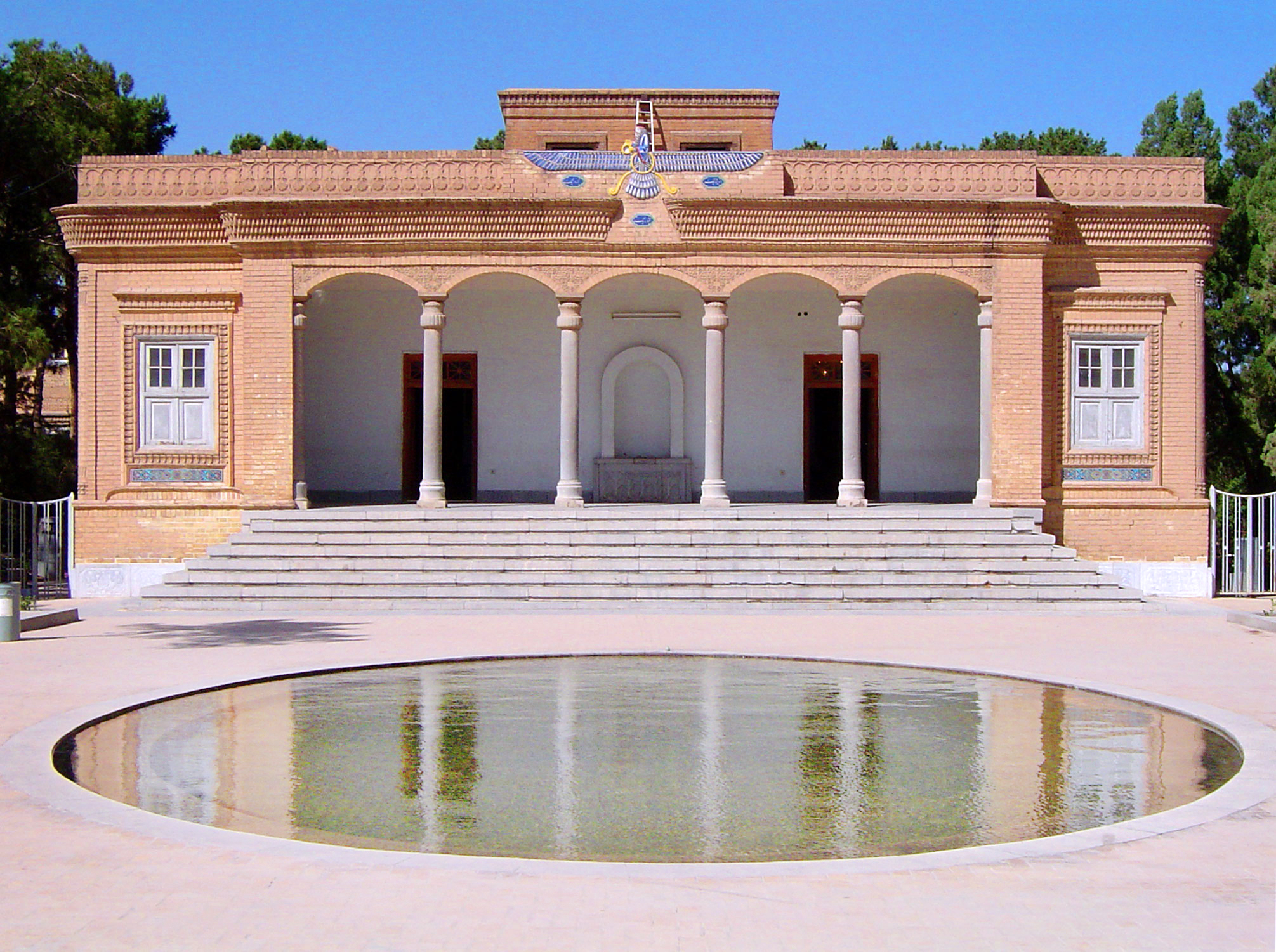
Temple du feu de Yazd, financé en partie par les Parsis.

Pendant l'époque qajare, il existait des discriminations considérables contre les zoroastriens. Au milieu du XIXe siècle, plusieurs milliers de zoroastriens sont partis d'Iran pour l'Inde afin d'améliorer leur statut économique et social, dans un mouvement qui rappelle celui des Parsis. Nombre d'entre eux ont réussi à faire fortune en Inde et ont dépensé une partie de ces fortunes à améliorer les conditions des communautés zoroastriennes en Iran. L'emphase qui a été faite par les Pahlavis sur l'héritage pré-islamique de l'Iran a aussi aidé les zoroastriens à atteindre une position plus respectée dans la société. Nombre d'entre eux ont, durant l'époque Pahlavi, émigré vers Téhéran depuis Kerman ou Yazd et se sont enrichis en exerçant la profession de commerçant ou d'agent immobilier. Pendant les années 1970, les zoroastriens les plus jeunes commençaient à devenir plus nombreux dans les professions libérales.

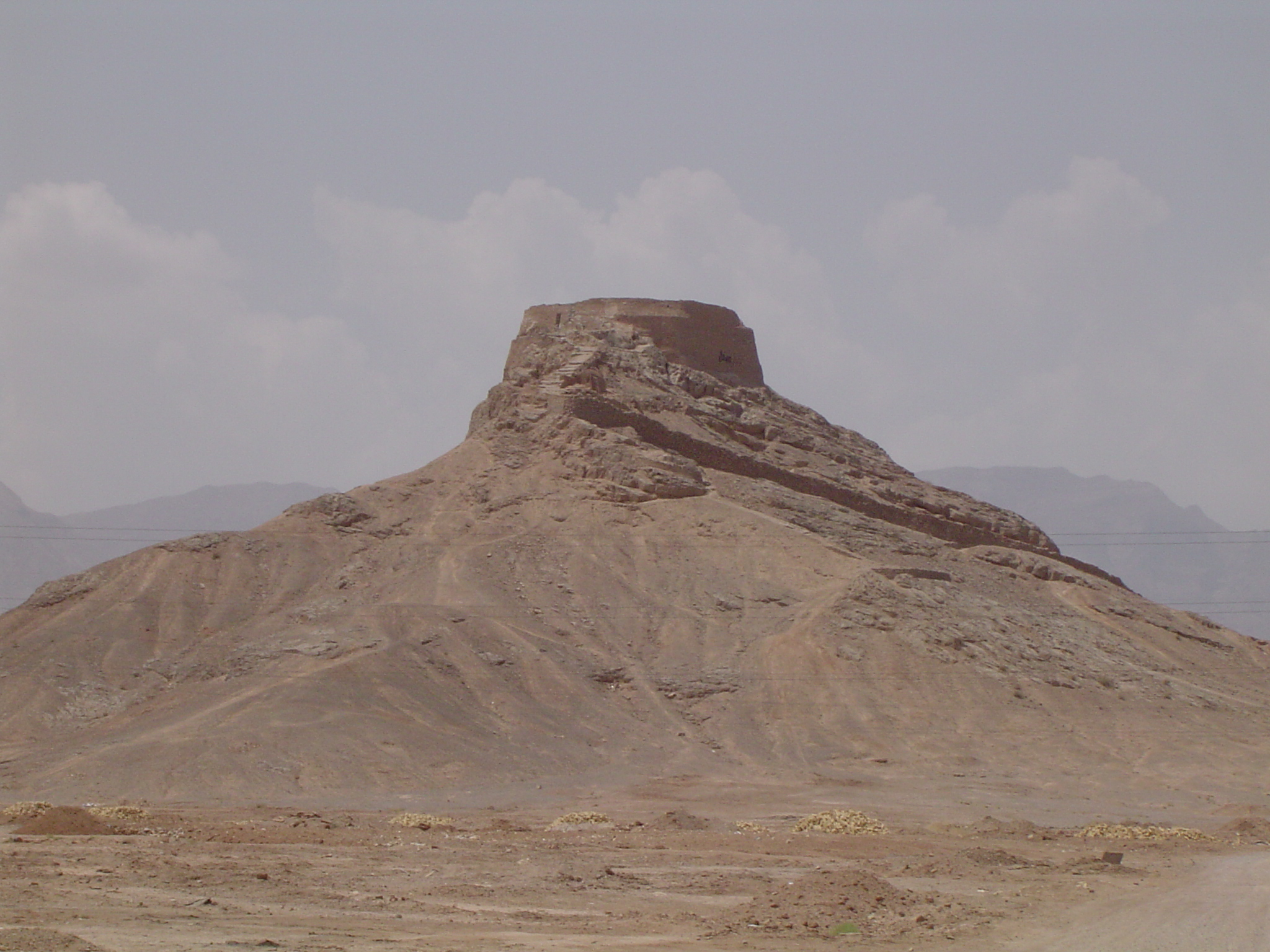
Tour du silence à l'extérieur de Yazd. Son usage est tombé en désuétude en Iran voilà plus de quarante ans.

Lorsque la révolution islamique s'est produite en 1979, les fondamentalistes chiites ont pris d'assaut le temple du feu à Téhéran. Là, les zoroastriens adorent un feu ardent, symbole de la grâce de Dieu. Le portrait de Zoroastre a été jeté, une photographie de l'ayatollah Ruhollah Khomeini a été mise à sa place et la congrégation a été avertie de ne pas supprimer l'image du nouveau dirigeant iranien. Ce n'est que quelques mois plus tard que l'image du prophète a pu être montée sur un mur adjacent.
Leurs écoles et salles de classe sont alors couvertes d'images des chefs suprêmes, Ayatollah Khomeini et Ayatollah Ali Khamenei et de versets du Coran qui dénoncent les non-musulmans. Selon Jamsheed K. Choksy, les étudiants qui réussissent sur le plan académique ne trouvent néanmoins aucune place dans les universités contrôlées par l'État.
Lors de la guerre avec l'Irak de 1980 à 1988, de jeunes zoroastriens sont enrôlés contre leur volonté pour des missions suicides dans l'armée iranienne.
En novembre 2005, l'ayatollah Ahmad Jannati, président du Conseil des gardiens de la Constitution, dénigre les zoroastriens et d'autres minorités religieuses comme des « animaux pécheurs qui errent sur la terre et se livrent à la corruption ». Lorsque le représentant parlementaire solitaire des zoroastriens proteste, il est traîné devant un tribunal révolutionnaire. Là, les mollahs le menacent d'exécution avant de lui épargner la vie avec un avertissement de ne plus jamais contester leurs déclarations. La communauté effrayée a par la suite refusé de le réélire. Les médias iraniens qualifient les adeptes de l'ancienne religion iranienne de polythéistes et d'« adorateurs du diable ».
Comme les chrétiens et les juifs, les zoroastriens sont reconnus en tant que minorité religieuse par la constitution de 1979. Ils ont le droit d'élire un représentant au Majles, et comme les autres minorités acceptées légalement, peuvent prétendre à un emploi dans le gouvernement. Cependant, selon Jamsheed K. Choksy, les protections offertes par la constitution de la République islamique n'ont plus aucun sens dans la pratique.
Beaucoup d'entre eux ont choisi d'émigrer, principalement vers les États-Unis. Leur nombre actuel en Iran s'élève à près de 30 000 personnes. Les groupes zoroastriens d'Iran revendiquent 50 000 membres, un chiffre proche de nombreuses estimations. De nos jours, les zoroastriens sont vus et considérés avec bienveillance, en Iran, même si de nombreux musulmans chiites fondamentalistes les dénigrent. Sans doute, la majorité des Iraniens sont attachés à la survie de ce groupe religieux, qui est un reliquat et un témoignage de la Perse antique, et de l'histoire de ce pays. De nombreux Iraniens visitent les temples zoroastriens, et se renseignent sur cette religion, et sur ses usages religieux. Pour la majorité de la population iranienne, ils font partie du patrimoine, de l'histoire, et du folklore local. Ainsi, de nombreux Iraniens musulmans ont commencé à rejeter publiquement la politique intolérante de la théocratie chiite en adoptant des symboles et des fêtes du zoroastrisme. Ces actions sont dénoncées comme causant « du mal et de la corruption » par certains ayatollahs. Le passé du zoroastrisme est également parfois utilisé à des fins politiques, tel Mahmoud Ahmadinejad qui a salué les traditions indigènes comme étant supérieures à l'Islam imposé par les Arabes.
De nos jours, la république islamique d'Iran entretient de bonnes relations diplomatiques et commerciales avec l'Inde, et elle permet donc aux Parsis d'Inde de participer culturellement, et financièrement à des projets zoroastriens en Iran, même si l'Inde, pays officiellement laïc n'a fait aucune demande en ce sens pour cette minorité religieuse présente en Inde. Ainsi, des Parsis d'Inde ont participé au financement du temple du feu de Yazd.